# ルー・ドゥ・ラージュ
ルー・ドゥ・ラージュ（Lou de Laâge）は1990年4月27日、ボルドー生まれのフランスの女優。

## 来歴
ドゥ・ラージュ一族出身のスッド・ウエスト紙のジャーナリスト、ドミニク・ドゥ・ラージュ（1958年-2018年）と、画家の母親の間に生まれる。幼少期をボルドーとモンタンドル（シャラント＝マリティーム県）で過ごす。文学士号取得後にパリでエコール・クロード・マチュー（Ecole Claude Mathieu）に三年在籍して演技を学ぶ。
2011年にコメディ映画『女の子が好き』で映画デビューを果たす。ドゥ・ラージュはピエール・ニネ演じるヒーローと恋に落ちる少女を演じた。同年、トマ・バルディネが監督・脚本を担当した独立系映画『Nino (une adolescence imaginaire de Nino Ferrer)』の主要キャラクターを演じた。
2013年にはクリスチャン・デュゲイが監督した『世界にひとつの金メダル』でギヨーム・カネ、マリナ・ハンズ、ダニエル・オートゥイユらと共演した。この作品での演技で2014年のセザール賞の最優秀女優部門にノミネートされた。また、ダニエル・トンプソンが監督したドラマティック・コメディ映画『Des gens qui s'embrassent』にも出演している。

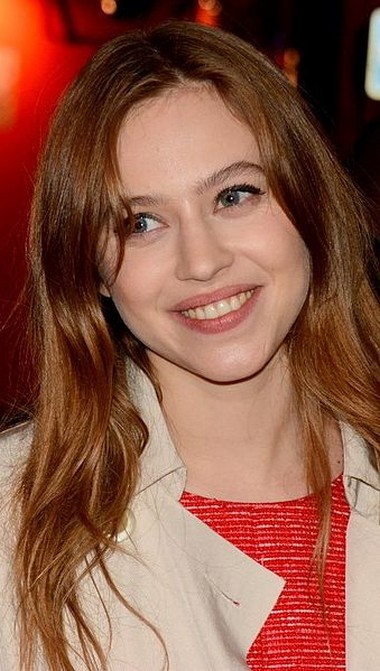
『世界にひとつの金メダル』でノミネートされた2014年セザール賞でのドゥ・ラージュ

2014年、メラニー・ローランの監督2作目となる長編映画『呼吸-友情と破壊』でジョセフィーヌ・ジャピと共演した。この作品で2015年のセザール賞最優秀新人女優部門にノミネートされた。
2015年、ドゥ・ラージュはミケランジェロ・パッサニーティと共演した独立系ドラマ『Le Tournoi』と、ジュリエット・ピノシュが主演し、ピエロ・メッシーナが共同脚本と監督を務めた映画『待つ女たち』の2つの仏伊合作プロジェクトに出演した。
その翌年、アンヌ・フォンテーヌが監督した歴史ドラマ『夜明けの祈り』でヒロインを演じ、2016年のロミー・シュナイダー賞を受賞した。ドゥ・ラージュはヴァレリア・サルミエントが監督したポルトガルのドラマ『O Caderno Negro』でも歴史ドラマに出演した。
2019年に、アン・フォンテーヌの新しいプロジェクトである『白雪姫〜あなたが知らないグリム童話〜』が公開され、ドゥ・ラージュはイザベル・ユペールと共演した。同年6月、ドゥ・ラージュは第33回カブール映画祭でサンドリーヌ・ボネールが議長を務める審査員団の一員を務めた。
ドゥ・ラージュは2021年に公開されたヤン・ゴズランの映画『ブラックボックス:音声分析捜査』でピエール・二ネと共演した。
2023年、ドゥ・ラージュはウディ・アレンの映画『クードシャンス』で主役を務めた。

## 出演作品

### 映画

#### 長編映画
| 公開年 | 邦題 原題                                                             | 監督                     | 役名                                   | 備考                                                                                     |
| ------ | --------------------------------------------------------------------- | ------------------------ | -------------------------------------- | ---------------------------------------------------------------------------------------- |
| 2011   | 『女の子が好き』 J'aime regarder les filles                           | フレデリック・ルーフ     | ガブリエル（Gabrielle）                |                                                                                          |
| 2011   | Nino (une adolescence imaginaire de Nino Ferrer) d\| トマ・バルディネ | ナターシャ（Natacha）    |                                        |                                                                                          |
| 2013   | 世界にひとつの金メダル Jappeloup                                      | クリスチャン・デュゲイ   | ラファエル・ダリオ（Raphaëlle Dalio）  | セザール賞有望若手女優賞（ノミネート）                                                   |
| 2013   | Des gens qui s'embrassent                                             | ダニエル・トンプソン     | ノガ（Noga）                           |                                                                                          |
| 2014   | 呼吸-友情と破壊 Respire                                               | メラニー・ローラン       | サラ（Sarah）                          | セザール賞最優秀女優賞（ノミネート） Nominated—Lumières Award for Most Promising Actress |
| 2015   | Le Tournoi                                                            | エロディ・ナメール       | ルー（Lou）                            |                                                                                          |
| 2015   | 『待つ女たち』 L'attesa                                               | ピエロ・メッシーナ       | ジャンヌ（Jeanne）                     | シューティングスター賞                                                                   |
| 2016   | 夜明けの祈り Les innocentes                                           | アン・フォンテーヌ       | マチルド（Mathilde Beaulieu）          |                                                                                          |
| 2018   | O Caderno Negro                                                       | ヴァレリア・サルミエント | ローラ / レリア（Laura / Lelia）       |                                                                                          |
| 2019   | 白雪姫〜あなたが知らないグリム童話〜 Blanche comme neige              | アン・フォンテーヌ       | クレア（Claire）                       |                                                                                          |
| 2021   | ブラックボックス:音声分析捜査 Boîte noire                             | ヤン・ゴズラン           | ノエミ（Noémie Vasseur）               |                                                                                          |
| 2021   | 『社会から虐げられた女たち』 Le Bal des folles                        | メラニー・ローラン       | ウジェニー（Eugénie）                  |                                                                                          |
| 2022   | 『ジュリア(s)』 Le Tourbillon de la vie                               | オリヴィエ・トレナー     | ジュリア（Julia）                      |                                                                                          |
| 2022   | Tu choisiras la vie（it: Alla vita）                                  | ステファン・フレイス     | エステル・ゼルニク（Esther Zelnik）    |                                                                                          |
| 2023   | 『クードシャンス』                                                    | ウディ・アレン           | ファニー・フォルニエ（Fanny Fournier） |                                                                                          |

#### 短編映画
| 公開年 | 邦題 原題          | 監督                           | 役名             | 備考 |
| ------ | ------------------ | ------------------------------ | ---------------- | ---- |
| 2013   | Le Ballon de rouge | Sylvain Bressollette           | エル（Elle）     |      |
| 2014   | Notre Faust        | Elsa Blayau & Chloé Larouchi   | マリナ（Marina） |      |
| 2018   | Belle à Croquer    | Axel Courtière & Magali Pouzol |                  |      |
| 2019   | L'épisode          | Simon Bonanni                  |                  |      |

### テレビドラマ
| 公開年 | 邦題 原題                                                                            | 役名                                                         | 備考                                                    |
| ------ | ------------------------------------------------------------------------------------ | ------------------------------------------------------------ | ------------------------------------------------------- |
| 2010   | 『アガサ・クリスティーのフレンチ・ミステリー』 Les Petits Meurtres d'Agatha Christie | クレメンス・モーソン（Clémence Mouson）                      | 第1シーズン第6話「杉の柩」（"Je ne suis pas coupable"） |
| 2010   | 1788... et demi                                                                      | Pauline de Saint-Azur                                        |                                                         |
| 2011   | La Nouvelle Blanche-Neige                                                            | Blanche                                                      |                                                         |
| 2013   | Alias Caracalla                                                                      | Suzette                                                      |                                                         |
| 2013   | 『アンナ・カレーニナ』 Anna Karénina                                                 | エカテリーナ・アレクサンドロヴナ・シチェルバツカヤ（キティ） |                                                         |
| 2015   | 『エトワール』 Étoile                                                                | シャイエン・トゥサン（Cheyenne Toussaint）                   |                                                         |

### 広告
- 2009年 : ブルジョア（口紅）[7]
- 2018年 : ジバンシー（香水 Irrésistible）[8]

## 舞台
- 2012年 : Il était une fois... le Petit Poucet、ジェラール・ジェラス（フランス語版）原作、エマニュエル・べノー（フランス語版）演出
- 2013年 : Entrez et fermez la porte、脚本・演出ラファエル・ビエドゥー（フランス語版）、テアトル・エッセイオン
- 2013年 : C'est tout pour cette nuit、原案Princes et Princesses（ミッシェル・オスロ監督）
- 2014年 : À la périphérie、セデフ・エセル（フランス語版）、トマス・ベロリーニ演出、ジャン・ヴィラール劇場（フランス語版）
- 2014年 : Ni Dieu ni diable、オーギュスタン・ビレドゥ原作、演出ジュリー・デュクノエとオーギュスタン・ビレットドゥ、

監督、テアトル 13
- 2015年 : Danser à Lughnasa、ブライアン・フリール（英語版）原作、ディディエ・ロング（フランス語版）、テアトル・ドゥ・ラテリエ
- 2016年-2017年 : Le Dernier Testament、ジェームズ・フライ原作、メラニー・ローラン演出、テアトル・リベルテ、テアトル・ナティオナル・ドゥ・シャイヨー
- 2022年 : 『華麗なるギャツビー』、フランシス・スコット・フィッツジェラルド原作、アレクサンドル・プランク演出、テアトル・ドウ・シャトレ

### ラジオドラマ
- 2019年 : Projet Orloff、タンギー・ブルム、クリスチャン・ブルジェロール、アントワーヌ・ピオンビーノ脚本、パスカル・ドゥ製作、フランス・キュルチュール：ジャンヌ・エヴァンス[9]